# Jason Kapono
Jason Alan Kapono (ur. 4 lutego 1981 w Long Beach, Kalifornia) – amerykański koszykarz, występujący na pozycji rzucającego obrońcy. Obecnie zawodnik Panathinaikosu Ateny.

## Kariera
Jason występował w drużynie gdzie grali również bracia O’Bannon. Ustanowił kilka rekordów, a mianowicie zdobył największą liczbę punktów w jednym sezonie w historii szkoły, oraz zdobył w jednym meczu aż 52 punkty. W ostatniej klasie zanotował następujące statystyki: 23.5 pkt, 7.6 as, 9.0 zb, 3.3 bl i 1.4 prz. W 1999 wystąpił w meczu gwiazd amerykańskich szkół średnich – McDonald’s All-American.
W college’u grał na uniwersytecie UCLA (University California Los Angeles). W swoim debiutanckim sezonie na parkietach NCAA, pokazał co potrafi i dostał się do pierwszej piątki pierwszoroczniaków CBS Sportsline, do pierwszej piątki Pac-10, i debiutantem roku swojej konferencji. Jeśli chodzi o średnią punktową to w historii tej uczelni lepszy był jedynie Don McLean. Jako młody koszykarz, zagrał w Młodzieżowych Mistrzostwach Świata, które odbyły się w 2000 roku. Reprezentacja zdobyła złoty medal (tak jak reprezentacja seniorów na IO w tym samym roku), a Jason notował 7 punktów na każdy mecz. Był dopiero piątym zawodnikiem w historii którzy zdobyli tysiąc punktów przez dwa pierwsze sezony, wcześniej dokonali tego MacLean, Murray, Lew Alcindor i Bill Walton. Jason Kapono jest typem strzelca, i ma wysoki procent za 3 punkty bo 47% w ostatnim sezonie.
Jason został wybrany w drafcie z numerem 31 w drugiej rundzie, w 2003 roku, przez Dallas Mavericks. Pierwszy sezon w NBA spędził jednak w Cleveland Cavaliers, zdobywając zaledwie 3,5 punktu na mecz. Następny sezon spędził w Charlotte gdzie zanotował już 8,5 punktu na mecz. Już jako debiutant w NBA zadziwiał skutecznością za trzy punkty (47%). Później podpisał kontrakt z Miami Heat, lecz w 2005 roku mówiło się o przejściu do Lakers, jednak Kapono został w gronie „Zarów”. Warto było zostać w tej drużynie ponieważ zdobyli mistrzostwo NBA, a wśród nich był właśnie Kapono. Podczas meczu gwiazd w Las Vegas, w sezonie 2006/2007 wystąpił w konkursie rzutów za trzy punkty. Okazało się, że jest najlepszym snajperem za trzy punkty, i wygrał konkurs.Sezon 2006/07 był dla niego najlepszym w karierze, notował 11 punktów na mecz. Chyba nie trzeba już wspominać, że został liderem w skuteczności za trzy, średnia 51% mówi sama za siebie. Niestety w meczu przeciwko Atlanta Hawks, pod koniec sezonu zasadniczego upadł na stopę zawodnika własnej drużyny Jamesa Posey’ego i skręcił kostkę. Powrócił jednak do gry już po około trzech tygodniach. Heat zagrali w playoffs, ale już wszyscy wiedzieli, że nie zdobędą mistrzostwa, i po szybkiej przeprawie 4-0 z Chicago Bulls, odpadli z tej fazy rozgrywek. Jason w tych playoffs zagrał tylko 3 mecze i zdobywał tylko 5,7 punktu na mecz. Na początku lipca, 2007 roku podpisał kontrakt z Toronto Raptors wart 24 milionów dolarów za sezon 2007/08. Podczas Meczu Gwiazd w Nowym Orleanie wygrał po raz drugi z rzędu konkurs rzutów za trzy punkty. 9 czerwca 2009 roku został wymieniony za Reggie Evansa do Philadelphia 76ers.
Po nieudanym sezonie 2011/12 nie podpisał żadnego kontraktu w NBA. 15 listopada 2012 podpisał kontrakt z drużyną z greckiej ligi – Panathinaikosem Ateny.